# Vittorio Scialoja
Vittorio Scialoja, född 24 april 1856 i Turin, död 19 november 1933 i Rom, var en italiensk jurist och politiker. Han var son till Antonio Scialoja. 
Scialoja blev universitetsprofessor 1879 i Camerino, 1880 i Siena och 1884 (i romersk rätt) i Rom. Scialoja, som var senator, var december 1909 till mars 1910 justitieminister i Sidney Sonninos ministär och juni till oktober 1917 minister utan portfölj i Paolo Bosellis kabinett, blev ledamot av och ställföreträdande ordförande i italienska delegationen under fredsförhandlingarna med Österrike 1919 och var november 1919 till juni 1920 utrikesminister (efter Tommaso Tittoni) i Francesco Nittis kabinett, där han ansågs stå nära fascismen. 
I Nationernas förbunds arbete hade Scialoja framskjuten position såsom delegerad vid församlingarna 1921–25 och även som rådsledamot. Han anlitades ofta av Benito Mussolini för utrikespolitiska värv, bland annat undertecknade han å Italiens vägnar Locarnofördraget 1925. Bland hans vetenskapliga arbeten märks Sopra il precarium (1878) och Sul' interpretazione delle leggi (1898). Han grundlade 1888 Istituto di diritto romano och började 1900 utge "Dizionario practico del diritto privato".

## Utmärkelser
- Riddare av Sankt Mauritius och Sankt Lazarusorden,  20 januari 1889[1]
- Officer av Sankt Mauritius och Sankt Lazarusorden,  15 januari 1893[1]
- Kommendör av Italienska kronorden,  16 december 1904[1]
- Kommendör av Sankt Mauritius och Sankt Lazarusorden,  11 januari 1906[1]
- Storofficer av Italienska kronorden,  23 december 1906[1]
- Storofficer av Sankt Mauritius och Sankt Lazarusorden,  2 mars 1911[1]
- Storkorsriddare av Italienska kronorden,  30 december 1915[1]
- Storkorsriddare av Sankt Mauritius och Sankt Lazarusorden,  7 december 1916[1]
- Storkorset av Finlands Vita Ros’ orden,  1920[2]
- Hedersdoktor vid Sorbonne,  1923[3]
- Storkors av  Vita lejonets orden,  21 mars 1927[4]
- Hedersdoktor vid Strasbourgs universitet[5]

[Redigera Wikidata]